# 화이트시티 스타디움
화이트시티 스타디움(영어: White City Stadium)은 영국 잉글랜드 런던 화이트시티에 있던 다목적 경기장으로, 1908년 하계 올림픽 주경기장으로 사용되었다. 1985년 철거되었으며 68,000명을 수용할 수 있었다. 그레이트 스타디움(Great Stadium)이라고 부르기도 한다.
1908년 4월 27일 영국 국왕 에드워드 7세가 참석한 가운데 개장했으며 같은 해에 열린 영국-프랑스 박람회장과 하계 올림픽 주경기장으로 선정되었다. 영국 아마추어 육상 경기 대회와 그레이하운드 경주 대회, 1934년 대영 제국 경기 대회, 1966년 FIFA 월드컵 경기장으로 사용되었으며 한때 퀸즈 파크 레인저스(1931년-1933년, 1962년-1963년)의 홈구장으로 사용되기도 했다. 1985년 철거되었으며 현재는 BBC 화이트 시티가 들어서 있다.

## 같이 보기
- 1908년 하계 올림픽 럭비